# 维尼奥克
维尼奥克（法語：Vignoc，法語發音：[viɲɔk]）是法国伊勒-维莱讷省的一个市镇，位于该省中西部偏北，属于雷恩区。

## 地理
维尼奥克（48°14'56"N, 1°46'56"W）面积14.09 平方千米，位于法国布列塔尼大區伊勒-维莱讷省，该省份为法国西北部沿海省份，位于布列塔尼半岛东部，北濒大西洋，西接阿摩尔滨海省和莫尔比昂省，南至大西洋卢瓦尔省，西南端接曼恩-卢瓦尔省，东临马耶讷省，东北与芒什省接壤。
与维尼奥克接壤的市镇（或旧市镇、城区）包括：埃代-巴祖日、热沃泽、吉佩勒、朗古埃特、拉梅济耶尔、蒙特勒伊勒加、伊勒河畔圣梅达尔、圣桑福里安。

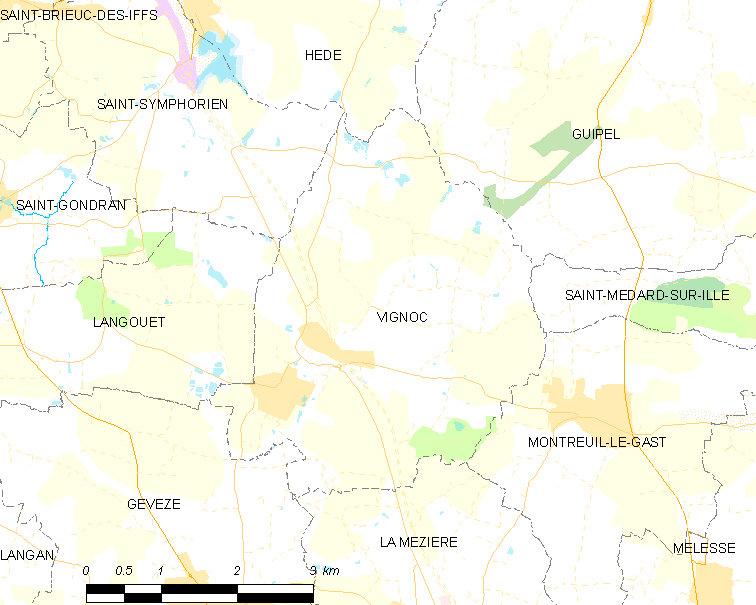
维尼奥克的OSM定位图

维尼奥克的时区为UTC+01:00、UTC+02:00（夏令时）。

## 行政
维尼奥克的邮政编码为35630，INSEE市镇编码为35356。

## 政治
维尼奥克所属的省级选区为默莱斯县。

## 人口

1962-2008年间维尼奥克人口变化图示

维尼奥克于2022年1月1日时的人口数量为2290人。